# همدردی با آقای انتقام
همدردی با آقای انتقام (به انگلیسی Sympathy for Mr. Vengeance) فیلمی از پارک چان-ووک در ژانر جنایی درام نئونوار محصول کرهٔ جنوبی است و به عنوان اولین فیلم از سه‌گانه انتقام اوست که در سال ۲۰۰۲ منتشر شد.
همدردی با آقای انتقام، نخستین حلقه از سه‌گانهٔ مشهور و پُر سروصدای پارک است که با اولدبوی (۲۰۰۳) و بانوی انتقام (۲۰۰۵) تکمیل می‌شود، سه فیلمی که هم‌زمان جهانی تراژیک و شبه‌اسطوره‌ای می‌سازد و کرهٔ مدرن را با تمامی تناقض‌ها و معضل‌هایش به تصویر می‌کشد. هم دردی با آقای انتقام، به‌عنوان نخستین فیلم این سه‌گانه، استعداد و نبوغ فوق‌العادهٔ فیلم‌سازش را به نمایش می‌گذارد.

## خلاصه داستان
«رایو» (با بازی شین ها کایون) مردی جوان که کر و لال به دنیا آمده‌است، در یک کارخانه کار می کند.  خواهر بیمار او نیاز مبرمی به پیوند کلیه دارد، اما گروه خونی خواهر و برادر باهم سازگار نیست. رایو پس از اینکه کارش در کارخانه را از دست می‌دهد، با گروهی از فروشندگان بازار سیاه اعضای بدن تماس می گیرد تا یکی از کلیه‌هایش را با کلیه‌ای که خواهرش بتواند از آن استفاده کند، مبادله کنند.  با این حال، دلال ها پس از گرفتن کلیه و پولی که کارخانه پس از اخراجش به رایو داده بود، ناپدید می شوند.  یک اهداکننده قانونی کلیه پیدا می شود، اما پس از فریب خوردن توسط فروشندگان اعضای بدن، رایو دیگر قادر به پرداخت هزینه عمل جراحی در بیمارستان نیست. برای جمع آوری پول، یئونگ‌می، دوست دختر آنارشیست و رادیکال رایو، ربودن دختر رئیس کارخانه که ریو را اخراج کرد، پیشنهاد می کند.  آنها یک روز رئیس را همراه با معاون‌اش (یعنی پارک دونگ جین) مشاهده می کنند که به خانه می رسند، جایی که یکی از کارمندان دونگ جین (به نام پنگ) سعی می کند جلوی آنها هاراکیری کند.  رایو و دوست دخترش با دیدن اين صحنه نقشه خود را تغییر می‌دهند و دختر کوچک معاون کارخانه یعنی یو سان را می‌ربایند.
رایو و خواهرش با مهربانی با یو سان رفتار می‌کنند و دخترک گمان می‌کند آنها همکاران پدرش هستند و مشغول پرستاری از او هستند. رایو و یئونگ‌می برای دونگ جین درخواست باج می فرستند و او بدون دخالت پلیس باج را پرداخت میکند. پس از بازگشت به خانه با پول باج، رایو متوجه می شود که خواهرش متوجه شده است که یو سان ربوده شده است و از آنجایی که دیگر نمی خواست سربار باشد، با خودکشی به زندگی خود خاتمه مي‌دهد. رایو به همراه دختر کوچک جسد خواهرش را به بستر رودخانه ای می برد که در کودکی در آنجا بازی می کردند تا او را دفن کند. رایو که درحال دفن حواسش پرت شده و قادر به شنیدن فریادها نیست، وقتی یو سان به داخل رودخانه می لغزد و غرق می شود، بی‌خبر می‌ماند. پس از کشف جسد یو سان توسط مقامات، معاون دونگ جین درحالی که بسیار غمگین است یک بازپرس را استخدام می کند تا آدم ربایان را پیدا کند. دونگ جین جسد خواهر رایو را در کنار بستر رودخانه پیدا می‌کند، جایی که او با یک مرد معلول ذهنی که شاهد دفن خواهرش توسط رایو بود، ارتباط برقرار می‌کند و شروع به جمع‌آوری هویت رایو و یونگ‌می می‌کند.
رایو، مسلح به چوب بیسبال، قاچاقچیان اعضای بدن را پیدا می کند و هر سه آنها را به قتل می رساند و در این حین با چاقو زخمی می شود. همزمان معاون دونگ جین موفق می‌شود یئونگ‌می را پیدا کند و او را با برق شکنجه می دهد و تحویل دهنده‌ی غذا را که به آپارتمان یئونگ‌می می‌آید نیز می کشد. یئونگ‌می بابت مرگ یو سان عذرخواهی می کند اما به دونگ جین هشدار می دهد که اگر او بمیرد دوستان تروریستش او را خواهند کشت. اما دونگ جین دوست دختر رایو را با برق می‌کشد. رایو به آپارتمان یونگ‌می باز می گردد و پلیس را در حال بیرون آوردن جسد او می بیند. دونگ جین رایو را با تله  الکتریکی بیهوش می کند و او را به بستر رودخانه ای که دخترش در آن مرده است می برد و رایو را به داخل آب می کشاند. دونگ جین تاندون های آشیل رایو را بریده و منتظر می ماند تا او غرق شود.  پس از اینکه دونگ جین جسد رایو را تکه تکه می کند، همکاران آنارشیست یئونگ‌می از راه می‌رسند و دونگ جین را کاردآجین می‌کنند، یک یادداشت را با چاقو به سینه او می چسبانند و او را رها می کنند تا بمیرد.